# Ivo Ergović
Ivo Ergović (* 24. Dezember 1967 in Osijek) ist ein ehemaliger kroatischer Fußballspieler.

## Karriere

### Verein
Ergović spielte bis zur Winterpause der Saison 1991/92 für den NK Osijek. Im Januar 1992 wechselte er zum österreichischen Erstdivisionär SV Austria Salzburg. Sein Debüt in der 1. Division gab er im März 1992, als er am 24. Spieltag der Saison 1991/92 gegen den FC Admira/Wacker in der Startelf stand. Seinen ersten Treffer in der höchsten österreichischen Spielklasse erzielte er im Mai 1992 bei einem 1:1-Remis gegen den SK Rapid Wien. Mit Austria Salzburg wurde Ergović sowohl 1992 als auch 1993 punktgleich mit dem FK Austria Wien Vizemeister.
Nach eineinhalb Jahren in Österreich kehrte er im Sommer 1993 nach Kroatien zurück und wechselte zum NK Belišće. Sein erstes Spiel in der 1. HNL absolvierte er im September 1993 gegen den NK Dubrovnik. Im November 1993 erzielte er bei einem 3:0-Sieg gegen den HNK Šibenik sein erstes Tor in der höchsten kroatischen Spielklasse.
Zur Saison 1994/95 kehrte Ergović zum NK Osijek zurück. Für Osijek kam er in den folgenden acht Saisonen zu 184 Ligaeinsätzen und über 220 Pflichtspieleinsätzen. 1999 wurde er mit Osijek Pokalsieger. Nach der Saison 2001/02 beendete er seine Karriere.

### Nationalmannschaft
Sein einziges Spiel für die kroatische Nationalmannschaft absolvierte Ergović im Juni 1997 in einem Testspiel gegen Japan, in dem er in der 50. Minute für Dubravko Pavličić eingewechselt wurde.

## Erfolge
NK Osijek
- Kroatischer Pokalsieger: 1998/99